# ألتير غوميز دي فيغويريدو
ألتير غوميز دي فيغويريدو (بالبرتغالية: Altair Gomes de Figueiredo‏) مواليد 22 يناير 1938 في نيتيروي، هو لاعب كرة قدم برازيلي سابق كان يلعب كمدافع. سبق له أن لعب في كأس العالم لكرة القدم مع منتخب بلاده.

## المسيرة الاحترافية

### أندية لعب لها
- نادي فلومينينسي
- نادي سبورت ريسيفه

## روابط خارجية
- ألتير غوميز دي فيغويريدو على موقع الاتحاد الدولي (مؤرشف)  (الإنجليزية)
- ألتير غوميز دي فيغويريدو على موقع قاعدة بيانات كرة القدم.إي يو (الإنجليزية)
- ألتير غوميز دي فيغويريدو على موقع ناشيونال فوتبول تيمز (الإنجليزية)
- ألتير غوميز دي فيغويريدو على موقع عالم كرة القدم.نت (الإنجليزية)